# Heilongjiang

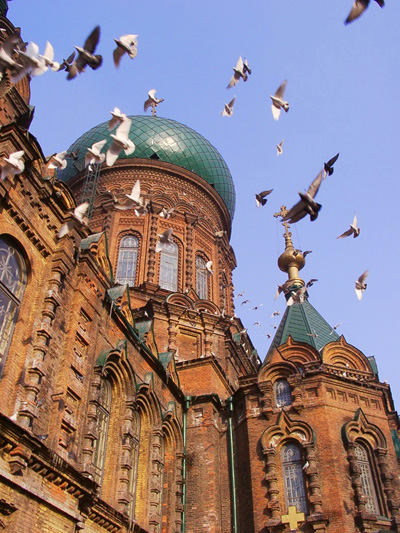
Sobór św. Zofii w Harbinie

Heilongjiang ([xéɪlʊ̌ŋtɕjɑ́ŋ]ⓘ; chiń. upr. 黑龙江; chiń. trad. 黑龍江; pinyin Hēilóngjiāng; Wade-Giles Hei-lung-chiang) – północna prowincja ChRL. Jej nazwa, dosł. Rzeka Czarnego Smoka (黑龙江), pochodzi od chińskiej nazwy Amuru, który wyznacza północną granicę prowincji, a jednocześnie stanowi naturalną granicę chińsko-rosyjską.
Stolicą prowincji jest Harbin.
Z Heilongjiang pochodzi Wang Lina, chińska bokserka.

## Demografia
Największą w Heilongjiang grupę narodowościową stanowią Chińczycy Han, mniejszości narodowe to Mandżurowie, Koreańczycy, Mongołowie, Hui, Dagurowie, Xibe, Nanajowie (nazywani w Chinach Hezhe), Orocy i Rosjanie.
| Grupy etniczne w Heilongjiang, dane z 2000 roku | Grupy etniczne w Heilongjiang, dane z 2000 roku | Grupy etniczne w Heilongjiang, dane z 2000 roku |
| Narodowość                                      | Liczebność                                      | W procentach                                    |
| ----------------------------------------------- | ----------------------------------------------- | ----------------------------------------------- |
| Chińczycy Han                                   | 34,465,039                                      | 95.20%                                          |
| Mandżurowie                                     | 1,037,080                                       | 2.86%                                           |
| Koreańczycy                                     | 388,458                                         | 1.07%                                           |
| Mongołowie                                      | 141,495                                         | 0.390%                                          |
| Hui                                             | 124,003                                         | 0.342%                                          |
| Dagurowie                                       | 43,608                                          | 0.120%                                          |
| Xibe                                            | 8,886                                           | 0.025%                                          |